# Đorđe Simić
Đorđe Simić (cyr. Ђорђе Симић; ur. 28 lutego 1843 w Belgradzie, zm. 11 października 1921 w Zemunie) – serbski polityk i dyplomata, premier Królestwa Serbii (1894, 1896-1897), minister spraw zagranicznych Serbii (1894, 1896-1897), minister finansów Serbii (1894).

## Życiorys
Syn Stojana Simicia, polityka i kupca. Po ukończeniu liceum w Belgradzie w 1861 rozpoczął studia filozoficzne w Berlinie, a w 1863 przeniósł się na uniwersytet w Heidelbergu. W latach 1864–1866 kontynuował naukę na paryskiej Sorbonie. Po powrocie do kraju podjął pracę urzędnika w ministerstwie spraw zagranicznych. Był związany politycznie z Narodową Partią Radykalną. W roku 1867 objął kierownictwo wydziału politycznego ministerstwa. W latach 1882–1884 pełnił funkcję konsula generalnego Serbii w Sofii, w latach 1887-1890 ambasadora pełnomocnego i nadzwyczajnego w Petersburgu, zaś w latach 1890-1894 ambasadora w Wiedniu. Dzięki jego staraniom udało się przywrócić eksport bydła z Serbii do Austro-Węgier. W 1894 po raz pierwszy stanął na czele rządu i pełnił je przez trzy miesiące, w tym czasie kierował także resortem spraw zagranicznych. Opozycja, głównie związana z Narodową Partią Radykalną uznawała utworzenie rządu Simicia za przykład bezprawnego działania króla, który miał powołać rząd niezgodnie z zasadami konstytucji z 1888.
Powodem dymisji rządu w kwietniu 1894 był konflikt Simicia z królem Aleksandrem I. Sukcesem Simicia był wzrost wpływów serbskich w Macedonii - w Skopju mógł działać biskup serbskiego kościoła prawosławnego, w tym czasie powstały także w Macedonii szkoły serbskie.
W 1900 Simić objął stanowisko ministra Serbii w Rzymie, a następnie senatora i członka Rady Państwa. W latach 1903–1906 kierował poselstwem serbskim w Stambule, a w latach 1906-1912 poselstwem w Wiedniu.
Đorđe Simić należał do grona założycieli Serbskiego Czerwonego Krzyża, przez wiele lat przewodniczył tej organizacji. Był tłumaczem na język serbski jednej z prac Benjamina Constanta (Principes de Politique Applicable a Tous Les Gouvernements).

## Życie prywatne
Był czterokrotnie żonaty. W 1867 ożenił się z księżną Jeleną, córka księcia Aleksandra Karadziordziewicia, która zmarła w tym samym roku. Po raz drugi ożenił się w 1869 (żona Julka Pržić). Miał z nią troje dzieci. Trzecią żoną Simicia była Jelena z d. Tadić, a ostatnią Leopoldina z d. Kumal.